# Rhododendron vaccinioides
Rhododendron vaccinioides är en ljungväxtart som beskrevs av Joseph Dalton Hooker. Rhododendron vaccinioides ingår i släktet rododendron, och familjen ljungväxter. Inga underarter finns listade i Catalogue of Life.